# Il più felice dei miliardari
Il più felice dei miliardari (The Happiest Millionaire) è un film musicale del 1967 diretto da Norman Tokar, tratto da un'opera teatrale di Broadway e da un libro scritti da Kyle Crichton e Cornelia Drexel Biddle, figlia dell'autentico protagonista della vicenda e interpretata nel film da Lesley Ann Warren. È l'ultimo film prodotto da Walt Disney in persona prima del suo decesso.
Fu il sesto dei sette film di cui Fred MacMurray fu protagonista per la Disney tra il 1959 e il 1973.

## Trama
La figlia di un eccentrico miliardario, che alleva coccodrilli e tiene corsi di ginnastica in una palestra casalinga, si fidanza con il figlio di una miliardaria tradizionalista e raffinata. Ne nasce una guerra tra le due famiglie, finché i due decidono di tagliare la corda.

## Distribuzione
È stato distribuito in VHS col titolo di copertina Il più felice dei miliardari!. La versione DVD, che fa parte della collana Cineclub classico, è stata distribuita da Golem Video.